# Адронизация
Адрониза́ция — процесс формирования адронов из цветных объектов — кварков и глюонов.
Физическая причина явления адронизации — неспособность кварков и глюонов существовать в свободном состоянии, так как в результате хромодинамического взаимодействия кварки и глюоны комбинируются в бесцветные частицы — адроны. Детали процесса адронизации не изучены до конца, так как пока не существует удовлетворительного решения проблемы конфайнмента в рамках квантовой хромодинамики.

## Модели адронизации
- Струнная адронизация
- Независимая фрагментация
- Кластерная адронизация

## Струи адронов и адронизация
В процессе адронизации цветного объекта с энергией, много большей, чем масса пиона, образуется множество адронов, летящих в узком угловом конусе. Направление оси конуса задаётся направлением движения первоначального цветного объекта. Адроны, летящие таким образом, образуют адронную струю. Струи наблюдаются экспериментально в детекторах элементарных частиц.

## Теория Большого Взрыва и адронизация
Феномен адронизации был также важен в процессе охлаждения кварк-глюонной плазмы сразу после Большого Взрыва, когда температура среды упала ниже температуры адронизации, равной 170 МэВ в энергетических единицах. При такой температуре цветные объекты не могут существовать в свободном состоянии, а комбинируются в адроны.